# Schwaig (Buchbach)
Schwaig ist ein Gemeindeteil von Buchbach im oberbayerischen Landkreis Mühldorf am Inn.

## Geografische Lage
Der Weiler Schwaig liegt 1,75 km südöstlich von Buchbach im Gemeindegebiet des Marktes Buchbach in der Region Südostoberbayern im Alpenvorland inmitten des tertiären Hügellandes zwischen den Tälern der Vils im Norden und der Isen im Süden. Die Landeshauptstadt München ist rund 66 km entfernt.

## Name

Schwaig 5

Der Name Schwaig (mittelhochdeutsch sweige ‚Sennerei‘) steht für auf Viehzucht und Milchwirtschaft spezialisierte Betriebe, siehe Schwaighof.

## Geschichte
Schwaig kam mit dem bayerischen Gemeindeedikt von 1818 zur Gemeinde Walkersaich und mit dem Nordteil dieser am 1. Januar 1973 im Zuge der Gebietsreform in Bayern zur Gemeinde Buchbach.

## Bevölkerungsentwicklung
Um 1857 hatte Schwaig 18 Einwohner und 5 Gebäude. Es gab dort bei der Volkszählung von 1961 bereits 24 Einwohner, die in 5 Wohngebäuden lebten. Im Mai 1987 lebten dort 12 Einwohner in sieben Wohngebäuden.